# Esonica Veira
Esonica Veira (sinh ngày 8 tháng 6 năm 1990) là người mẫu và là nữ hoàng sắc đẹp của Quần đảo Virgin thuộc Mỹ, người đã giành danh hiệu Hoa hậu Hoàn vũ Quần đảo Virgin thuộc Mỹ 2017 và đại diện cho Quần đảo Virgin thuộc Mỹ tại cuộc thi Hoa hậu Hoàn vũ 2017 vào ngày 26 tháng 11 năm 2017 tại Las Vegas. Esonica cũng được chỉ định làm đại diện cho lãnh thổ của cô cho Hoa hậu Trái Đất 2014. Trước khi tham gia Hoa hậu Trái Đất, Esonica đã đại diện cho quốc gia của mình trong cuộc thi Hoa hậu Thế giới 2011 được tổ chức tại Luân Đôn, Vương quốc Anh. Sau khi tham gia Hoa hậu Thế giới 2011, cô một lần nữa được chọn tham gia cuộc thi Hoa hậu Siêu quốc gia 2013 tại Minsk, Belarus.
Cùng với sắc danh hiệu của mình trong cuộc thi sắc đẹp, Esonica là một nghệ sĩ trang điểm và huấn luyện viên người mẫu, cung cấp hỗ trợ cho những cô gái trẻ khao khát sở hữu sự đĩnh đạc, tinh tế và vẻ đẹp.

## Tiểu sử

### Cuộc sống ban đầu và bắt đầu sự nghiệp
Esonica đã trở thành người mẫu hàng đầu ở St. Thomas từ năm 9 tuổi, bắt đầu với Cơ quan Hoa hồng và Rượu sâm panh. Cô đã tham gia vào nhiều sự kiện thời trang khác, bao gồm Gương mặt của Shabeau ở Barbados, giành được vị trí người mẫu trang phục và Tuần lễ thời trang Caribbean được tổ chức hàng năm tại Quần đảo Virgin.
Bước ngoặt lớn của cô là vào năm 2007 khi cô tham gia chương trình Người mẫu hàng đầu của Mỹ. Cô đã thực hiện 1 shot duy nhất và đầu tiên trong buổi casting ở Montgomery, Alabama.
Cô cũng là người vào chung kết cuộc thi ca hát, VI Idol, vào năm 2008 

## Cuộc thi sắc đẹp
Thành công của Esonica ở cấp độ địa phương và quốc tế bao gồm giành các danh hiệu Cô gái tài năng Quần đảo Virgin Hal Jackson 2005, Thiếu niên tài năng quốc tế của Ms Hal Jackson 2005, Người chiến thắng tài năng tuổi teen xuất sắc năm 2006 của cô và Nữ hoàng Carnival Quần đảo Virgin 2007.
Esonica được chọn là một trong 50 phụ nữ đẹp nhất thế giới bởi một hội đồng giám khảo của Người đẹp toàn cầu. Một hội đồng giám khảo quốc tế đã lựa chọn dựa trên các cuộc thi quốc tế hàng đầu được tổ chức trên toàn thế giới vào năm 2011 .

### Hoa hậu Thế giới 2011
Với việc đạt được vị trí Á hậu 1, Esonica trở thành đại diện của đất nước cho mùa giải 2011 của cuộc thi Hoa hậu Thế giới. Cô đã lọt Top 15 bán kết.
Trong các sự kiện theo dõi nhanh, Esonica là một phần của Top 36 cho danh hiệu Người đẹp bãi biển, vị trí thứ hai cho vòng Tài năng và là một phần của Top 20 cho phần Sắc đẹp vì một mục tiêu.
Cuộc thi đã tìm được người chiến thắng là Ivian Sarcos của Venezuela.

### Hoa hậu Siêu quốc gia 2013
Vào tháng 5 năm 2013, Esonica đã đăng quang Hoa hậu Siêu quốc gia Hoa Kỳ và đến Minsk, Belarus, nơi cô đại diện cho Quần đảo Virgin thuộc Mỹ tham dự cuộc thi Hoa hậu Siêu quốc gia.
Esonica đã được trao giải Á quân 2 trong vòng Chung kết Tài năng, và xếp vị trí Á hậu 4 trong Grand Finale, đưa cô trở thành đại diện đầu tiên từ Quần đảo Virgin thuộc Mỹ để lọt vào Top 5 của một cuộc thi Quốc tế.
Cuộc thi có người chiến thắng là Mutya Johanna Datul của Philippines.

### Hoa hậu Trái Đất 2014
Esonica đã bay tới Philippines vào tháng 11 năm 2014 để cạnh tranh với gần 100 ứng cử viên khác để trở thành người kế vị của hoa hậu Alyz Henrich  với tư cách là Hoa hậu Trái Đất. Cô không có mặt trong Top 16 người đẹp nhất nhưng được trao giải Giáo viên xuất sắc nhất và Tài năng xuất sắc nhất.

### Hoa hậu Hoàn vũ 2017
Veira đại diện cho Quần đảo Virgin thuộc Mỹ tại Hoa hậu Hoàn vũ 2017 tổ chức ở Las Vegas, Nevada.

## liên kết ngoài
- Trang web chính thức của Hoa hậu Trái Đất
- Esonica tại Caribbean Posh Lưu trữ ngày 8 tháng 10 năm 2014 tại Wayback Machine
- Esonica tại Linkedin.com
- Instagram
- Facebook